# 益城バスストップ
益城バスストップ（ましきバスストップ）は、熊本県上益城郡益城町の九州自動車道上にある高速バス専用のバス停留所である。
バス車内においては、以前は単に「益城」と案内されていたが、1999年の益城IC開通後、各路線ともこれまでの熊本IC経由から益城IC経由に変更されたのち、IC出入口近くにある一般道バス停「益城インター口」にも停車する事から同バス停との混同防止により各社とも「高速益城」と案内されている。
平成28年熊本地震発生により当バスストップ周辺では盛土が崩落する被害を受けた。これによる復旧工事に併せ、停留所も改修された。

## 停車するバス路線
各路線ともノンストップ便を含む全便が停車
| 路線               | 運行会社                         | 下り線側方面                                                     | 上り線側方面                                                                 |
| ------------------ | -------------------------------- | ---------------------------------------------------------------- | ---------------------------------------------------------------------------- |
| なんぷう号         | 九州産交バス 宮崎交通            | 人吉IC・都城北・宮崎（宮交シティ・宮崎駅）                       | 熊本（桜町BT・熊本駅・西部車庫） ※各停便のみ乗車可。ノンストップ便は降車のみ |
| サンマリンライナー | 南九州観光バス                   | 都城北・宮崎（南宮崎駅・宮崎駅・佐土原）                         | （降車のみ）                                                                 |
| きりしま号         | 九州産交バス 鹿児島交通 南国交通 | 人吉IC・鹿児島空港・鹿児島（鹿児島中央駅前・天文館・鹿児島本港） | （降車のみ）                                                                 |

## 周辺
- 益城町立広安小学校
- 益城町立益城中学校
- 惣領郵便局
- 産交バス「古閑入口」停留所

## 隣のバスストップ
E3 九州自動車道
益城インター口BS - 益城BS - 御船IC/BS
座標: 北緯32度46分58.0秒 東経130度47分37.3秒 / 北緯32.782778度 東経130.793694度